# 邦特区

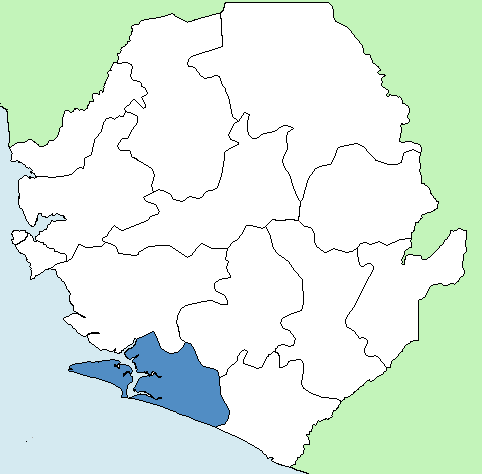
邦特区

邦特区（英文：Bonthe District）是塞拉利昂16区之一，首府邦特 (英文:Bonthe)。該區隸屬於塞拉利昂南方省。邦特区境內有歇爾布羅島。根據2015年人口普查，邦特区的人口有200,730。邦特区总面积為3468平方公里。